# Noeki Klein
Noeki Klein (Leiderdorp, 28 april 1983) is een Nederlandse waterpolospeelster.
Klein begon haar loopbaan bij LZ 1886 en ZVL in Leiden en Oegstgeest. Ze kwam één seizoen uit voor ZWV Nereus om daarna weer terug te keren bij ZVL. 
Haar olympische debuut maakte ze in 2008 op de Olympische Spelen van Peking, waar het Nederlands team de titel won.
Het seizoen 2008-2009 speelt ze bij Sabadell in Spanje. Hier won ze eenmaal de landstitel en tweemaal de Spaanse beker. In het seizoen 2010-2011 keerde ze weer terug naar Nederland om zich met Oranje te gaan voorbereiden op de Olympische Spelen van 2012 in Londen. Ze ging weer spelen bij ZVL in Leiden en Oegstgeest. Nadat Klein niet geselecteerd werd voor het WK 2011 in Shanghai besloot ze te stoppen als international.
Met ingang van het seizoen 2015-2016 is ze coach en trainster van de dames van SG waterpolo Den Haag. Daarnaast werkt ze als docent op een MBO school in Rotterdam. 

## Palmares

### Club niveau

#### Sabadell
- Spaans kampioenschap waterpolo Dames: 2009
- Spaanse Beker: 2009, 2010
- Spaanse Super Cup: 2009

#### ZVL
- KNZB Beker: 2011-2012

### Nederlands team
- 2005: 10e WK Montréal (Canada)
- 2006: 6e EK Belgrado (Servië)
- 2007: 9e WK Melbourne (Australië)
- 2008: 5e EK Málaga (Spanje)
- 2008:  Olympische Spelen van Peking (China)
- 2009: 5e WK Rome  (Italië)
- 2010:  EK Zagreb (Kroatië)

### Individuele prijzen
- Rijswijkse Sportprijs: 2008

Iefke van Belkum · 
Gillian van den Berg · 
Daniëlle de Bruijn · 
Mieke Cabout · 
Rianne Guichelaar · 
Biurakn Hakhverdian · 
Marieke van den Ham · 
Noeki Klein · 
Simone Koot · 
Ilse van der Meijden · 
Meike de Nooy · 
Alette Sijbring · 
Yasemin Smit · 
Robin van Galen (bondscoach) · 
Arno Havenga (teammanager)